# Henryk II (Anhalt)
Henryk II (ur. 1215, zm. 1266) – książę Anhaltu-Aschersleben od 1252 r. z dynastii dynastii askańskiej.

## Życiorys
Henryk był najstarszym synem księcia Anhaltu Henryka I oraz Irmgardy, córki landgrafa Turyngii Hermana I. Od 1244 r. był współrządcą swego ojca. Po śmierci ojca w 1252 r. wraz z dwoma młodszymi braćmi podzielili Anhalt na części – Henrykowi przypadł region z Aschersleben, kolebką dynastii askańskiej. W 1247 r. brał udział w wojnie o sukcesję po Ludowingach. Prowadził liczne spory ze swoimi braćmi, kuzynami, a także arcybiskupami Magdeburga. W 1263 r. dostał się na dwa lata do niewoli. 

## Potomkowie
W 1245 r. poślubił Matyldę, córkę księcia Brunszwiku i Lüneburga Ottona I. Po śmierci Henryka Matylda sprawowała regencję w imieniu syna, a później wstąpiła do klasztoru (została ksienią w Gernrode). Mieli troje dzieci:
- Zofię (zm. 1269), żonę hrabiego Hadmersleben Ottona III,
- Ottona I (zm. ok. 1304), księcia Anhaltu-Aschersleben,
- Henryka (zm. 1307), księcia Anhaltu-Aschersleben, a następnie arcybiskupa Magdeburga.